# Outpost (videojuego)
Outpost es un videojuego desarrollado y publicado por Sierra en 1994. El juego era digno de mención por hacer una aproximación de ciencia ficción dura, con uno de los diseñadores principales siendo un excientífico de la NASA.
Outpost fue liberado simultáneamente para DOS y Windows 3.1, y fue también liberado para Macintosh. Fue seguido por una secuela vagamente relacionada, Outpost 2: Destino Dividido.

## Historia
Un asteroide masivo llamado El Martillo de Vulcano es detectado en curso de colisión con la Tierra, y todos los intentos de desviarlo de este camino fallan. El último intento, detonando una gran cabeza nuclear en el asteroide, de hecho acabó partiendo no en cinco pedazos (que habría evitado el desastre) como esperaba la humanidad, sino en dos asteroides. Ahora, en vez de destruir la tierra, sencillamente acabará con casi toda la vida en la superficie de la tierra. La extinción no es una opción, y así una misión fue organizada para crear una colonia en un mundo en otro lugar en la galaxia como la última esperanza para la supervivencia de la humanidad. El jugador está a cargo de esa misión.

## Reacción crítica
Revisiones iniciales de Outpost eran entusiastas sobre el juego. Más notoriamente, la versión americana de PC Gamer valoró el juego al 93%, uno de sus índices más altos de todos los tiempos. Más tarde se supo que los críticos de hecho habían jugado versiones beta del juego, y había promesas de ciertas características que serían implementadas, pero nunca lo fueron.
De hecho, muchas de las características descritas en la documentación propia del juego sencillamente no existen en el juego en absoluto. Estas incluyen la capacidad de introducir relaciones diplomáticas con la colonia rebelde y la capacidad de construir carreteras, colonias orbitales, o la catapulta electromagnética.  Muchos de estos aspectos de la jugabilidad fueron más tarde remendados, aun así sólo en apariencia, ya que muchos de ellos no tuvieron ningún efecto significativo en el juego.
Tras el lanzamiento del juego, se percibe una jugabilidad mediocre, junto con la carencia de las características descritas en la mayoría de las revisiones del juego y la documentación propia llevó a una reacción negativa menor contra las revistas de juego de ordenador de la época por consumidores que compraron el juego basado en sus opiniones.

## Errores y vulnerabilidades (exploits)
Outpost a veces puede acabar abruptamente, cuando los jugadores escogen el sistema estelar incorrecto al principio puede encontrarse en un sistema sin planetas habitables.
A veces, los jugadores encontrarán que los colonos en el planeta mueren en masa inesperadamente, causando con ello que el juego acabe cuándo todo el mundo ha muerto. El índice de muertes durante este suceso es de crecimiento exponencial, siguiendo la ecuación 2n, donde n es el número de turnos pasados desde que empezó el error de muerte generalizada.
El algoritmo para calcular los recursos reciclables era también explotable cómo vulnerabilidad. Si uno construyó bastantes unidades residenciales, los materiales reciclables resultantes producidos por la colonia serán más de los recursos que necesita la colonia.
Los archivos de juego contienen información sobre varios edificios qué no están disponibles durante el juego. Esto fue el resultado de los recortes hechos por los desarrolladores del juego debido a una fecha de lanzamiento apresurada.
Un jugador no puede construir una catapulta electromagnética, cuando la opción para crear el monoraíl es inexistente. Aun así, con la actualización 1.5, algunos edificios fueron rehabilitados y fueron hechas muchas mejoras al algoritmo.